# Emil Šterbal
Emil Šterbal, slovenski nogometaš, * 15. junij 1970.
Šterbal je večji del kariere igral v slovenski ligi za klube Maribor, Drava in Zavrč. Skupno je v prvi slovenski ligi odigral 390 prvenstvenih tekem in dosegel dva gola. Po dve sezoni je odigral tudi za KAA Gent v belgijski ligi in Siirt Jetpaspor v turški ligi.